# 静岡市立清水第五中学校
静岡市立清水第五中学校（しずおかしりつ しみずだいごちゅうがっこう）は、静岡県静岡市清水区に所在する公立中学校。

## 沿革
- 1947年 - 清水市立三保中学校として開校。校章制定。
- 1958年 - 清水市立第五中学校に改称。校歌制定。
- 1991年 - サッカー部が全国中学校サッカー大会で優勝。
- 1995年 - 体育館完成
- 1996年 - プール完成
- 2003年 - 静岡市立清水第五中学校に改称。

## 小学校区
- 静岡市立清水三保第一小学校
- 静岡市立清水三保第二小学校